# Лесси и спасатели
«Лесси и спасатели» — рисованный анимационный телесериал производства Filmation, показанный с 1972 по 1973 год. Часовая пилотная серия, «Лесси и Дух Гремящей Горы», была частью фильма ABC «Субботняя суперзвезда».

## Обзор
В сериале собака породы колли по кличке Лесси живёт возле Гремящей Горы в семье Тернер. Лесничий Бен Тернер работает с женой Лорой и детьми Сьюзан, Джеки, и Беном-младшим, как Лесная полиция, спасательная команда лесников, которая защищает Национальный парк Гремящая Гора. Лесси лидер Спасателей, группы обитающих в парке диких животных, помогающих Тернерам защитить окружающую среду и обеспечить его безопасность для посетителей.
Спасателями были восемь животных, в том числе сова Граучо, пума Тутлесс, скунс Масти, и енот Робби. Также Лесной полиции помогал индеец Джин Фокс, который был другом Бена-младшего, Джеки и Сьюзен.

## Список эпизодов
| №  | Название                        | Дата в эфире     |
| -- | ------------------------------- | ---------------- |
| 0  | «Лесси и Дух Гремящей Горы »    | 11 ноября 1972   |
| 1  | «Животные которые отсутствуют»  | 15 сентября 1973 |
| 2  | «Мистический Монстр»            | 22 сентября 1973 |
| 3  | «Специальное назначение Лесси » | 29 сентября 1973 |
| 4  | «Самозванцы»                    | 6 октября 1973   |
| 5  | «Смертоносный груз»             | 13 октября 1973  |
| 6  | «Гризли»                        | 20 октября 1973  |
| 7  | «Глубоководная беда»            | 27 октября 1973  |
| 8  | «Затмение»                      | 3 ноября 1973    |
| 9  | «Арктическое приключение»       | 10 ноября 1973   |
| 10 | «Затонувший галеон»             | 17 ноября 1973   |
| 11 | «Золотая жила»                  | 24 ноября 1973   |
| 12 | «Родео»                         | 1 декабря 1973   |
| 13 | «Шум в Голливуде»               | 8 декабря 1973   |
| 14 | «Приливная волна»               | 15 декабря 1973  |
| 15 | «Затерянный»                    | 22 декабря 1973  |